# Liechtenstein Physical Society

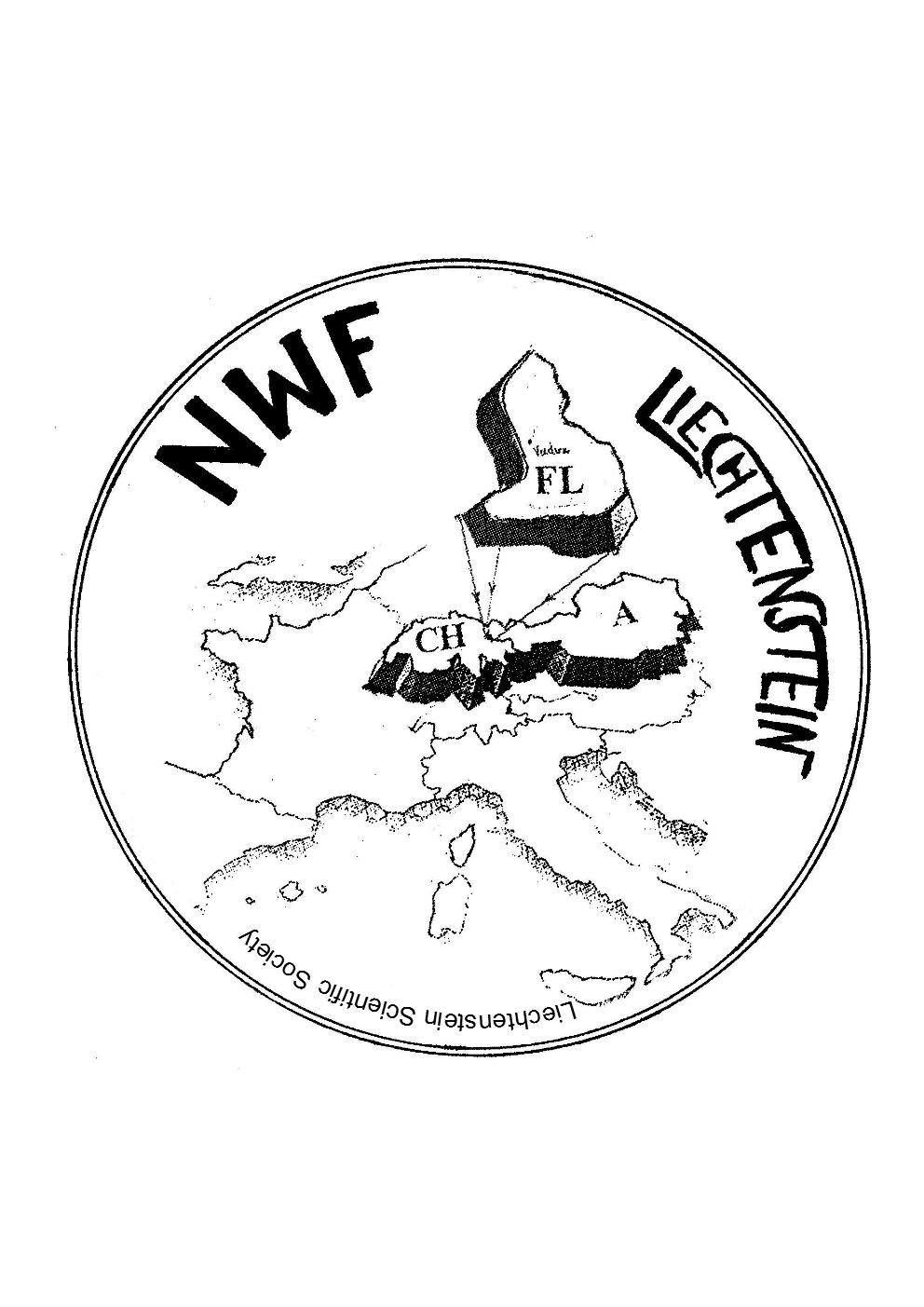
логотип

Научный Форум Лихтенштейна (Naturwissenschaftliches Forum NWF) — первая Академия наук в Княжестве Лихтенштейн. Эта организация была основана в 1993 году в Вадуце и стала членом Европейского физического общества (EPS European Physical Society) в 2007 году.

## Виды деятельности
Целью общества является продвижение интереса к естественным наукам, в частности, к физике . Было создано собрание исторических научных оборудование , организуются олимпиады и выставки по физике, выполняются научные проекты, например, о поведении пчел в космосе на борту « Колумбии» Ассоциация является связующим звеном между европейскими исследованиями и местной политикой, например, на коллоквиумах NWF по энергетике в 2008—2010 годах. В 2017 году состоялась презентация первого маятника Фуко в Лихтенштейнe. Академическая деятельность продолжалась Архивная копия от 5 марта 2021 на Wayback Machine даже во время пандемии короны
Из-за небольших размеров страны существует тесная сеть всех областей естественных наук. В 2018 г. Форум зарегистрирован как академия наук .

## веб ссылки
- Сайт Архивная копия от 15 апреля 2021 на Wayback Machine Ассоциации естественнонаучного форума на немецком языке.
- Исторический сайт (со времен до пандемии) Архивная копия от 21 января 2021 на Wayback Machine